# Fiódorovka (Jírnovsk)
Fiódorovka (en rus: Фёдоровка) és un poble a l'óblast de Volgograd, a Rússia, segons el cens del 2010 tenia 216 habitants. Pertany al districte de Jírnovsk.